# Militärgeschichte von Thailand
Die Militärgeschichte von Thailand deckt einen Zeitraum von etwa eintausend Jahren ab, der von den Kämpfen um die Unabhängigkeit vom Reich der Khmer über die bewaffneten Auseinandersetzungen mit regionalen Mächten, wie Birma und Vietnam, bis zu Spannungen mit den Kolonialmächten in Südostasien Großbritannien und Frankreich reicht und auch den Vietnamkrieg einschließt. Infolge der zentralen Lage in Südostasien und seiner Größe war Thailand, das alte Siam, über die meiste Zeit eine regionale Großmacht. In beiden Weltkriegen war Thailand beteiligt, allerdings auf unterschiedlichen Seiten: im Ersten Weltkrieg auf der Seite der Alliierten, im Zweiten Weltkrieg durch den Druck Japans auf der Seite der Achsenmächte. In der Nachkriegszeit dominierten die engen Beziehungen zu den USA mit ihrem Höhepunkt während des Vietnamkriegs. Das Militär ist seit der Abschaffung der absoluten Monarchie in Thailand 1932 ein wichtiger politischer Faktor.

## Staatenbildung und regionale Konflikte (1300–1826)
Der siamesische Staat entstand nach der Auflösung des einst mächtigen Reiches der Khmer im 14. Jahrhundert, die sich auf ihr Kernland im heutigen Kambodscha zurückziehen mussten. Sie hatten große Teile Südostasiens mit Hilfe von Militärführern beherrscht, indem sie persönliche Abhängigkeiten und Beziehungen zu den Khmer-Königen aufbauten. Ihre militärische Struktur war auf die Infanterie gestützt, die durch Kriegselefanten und später durch Artillerie aus China verstärkt wurde.
Im 13. und 14. Jahrhundert brachen regionale Revolten gegen die Khmer im Gebiet der Tai-Völker im heutigen Thailand und Vietnam aus, die durch Angriffe aus dem unabhängigen Champa die Khmer in Bedrängnis brachten. Nach der Eroberung von Angkor Wat durch Truppen aus Champa 1178/1179 schwand die Fähigkeit der Khmer, die entfernteren Gebiete ihres Reiches zu kontrollieren. Das erste unabhängige Tai-Königreich, Sukhothai, wurde sehr bald von einem anderen Tai-Reich erobert, dem Reich Ayutthaya, das erst 1350 gegründet worden war. Nach 1352 wurde Ayutthaya der wichtigste Rivale der Khmer und konnte 1431 den Staat endgültig erobern.
Dem Zusammenbruch des Khmer-Reiches folgten zahllose lokale Auseinandersetzungen zwischen den verschiedenen Herrschaftsgebieten. Da alle über eine gleichwertige Militärtechnik verfügten, kam es bei den Auseinandersetzungen darauf an, möglichst große Armeen bereitzustellen. Dazu wurden regelmäßig Bewohner der jeweiligen gegnerischen Staaten in das eigene Herrschaftsgebiet verschleppt, um dort die Bevölkerungszahl zu erhöhen und mehr Arbeitskräfte und Truppen zur Verfügung zu haben.
Ayutthaya konnte sich im Süden relativ leichten Zugriff auf malaiische Staaten sichern, während es im Westen und Norden auf einen mächtigeren Gegner traf: Birma. Obwohl Birma oft geteilt und zerstritten war, konnte es in Phasen der Einigung das Reich Ayutthaya bezwingen. So geschah es im Siamesisch-Birmanischen Krieg (1563–1569), als die Familie des Königs in Ayutthaya gefangen genommen und nach Birma verschleppt wurde. Unter den Geiseln befand sich Prinz Naresuan, der eine militärische Ausbildung erhielt, um für die Birmanen ins Feld zu ziehen. Dies tat er über lange Jahre, doch als ihn der birmanische Kronprinz aus Eifersucht über seine Erfolge zu ermorden versuchte, sagte er sich und das Reich Ayutthaya von den Birmanen los, wohl wissend, dass diese sich damit nicht einfach abfinden würden. Er verbesserte die Verteidigungsanlagen der Hauptstadt und führte eine neue Kampftaktik ein, die auf überfallartige Angriffe gestützt war, also eine Guerilla-Taktik. 1593 kam es während des Siamesisch-Birmanischen Krieges (1593–1600) zu einem Kampf zwischen Naresuan und dem birmanischen Kronprinzen auf Kriegselefanten, bei dem Naresuan den Birmanen tötete.

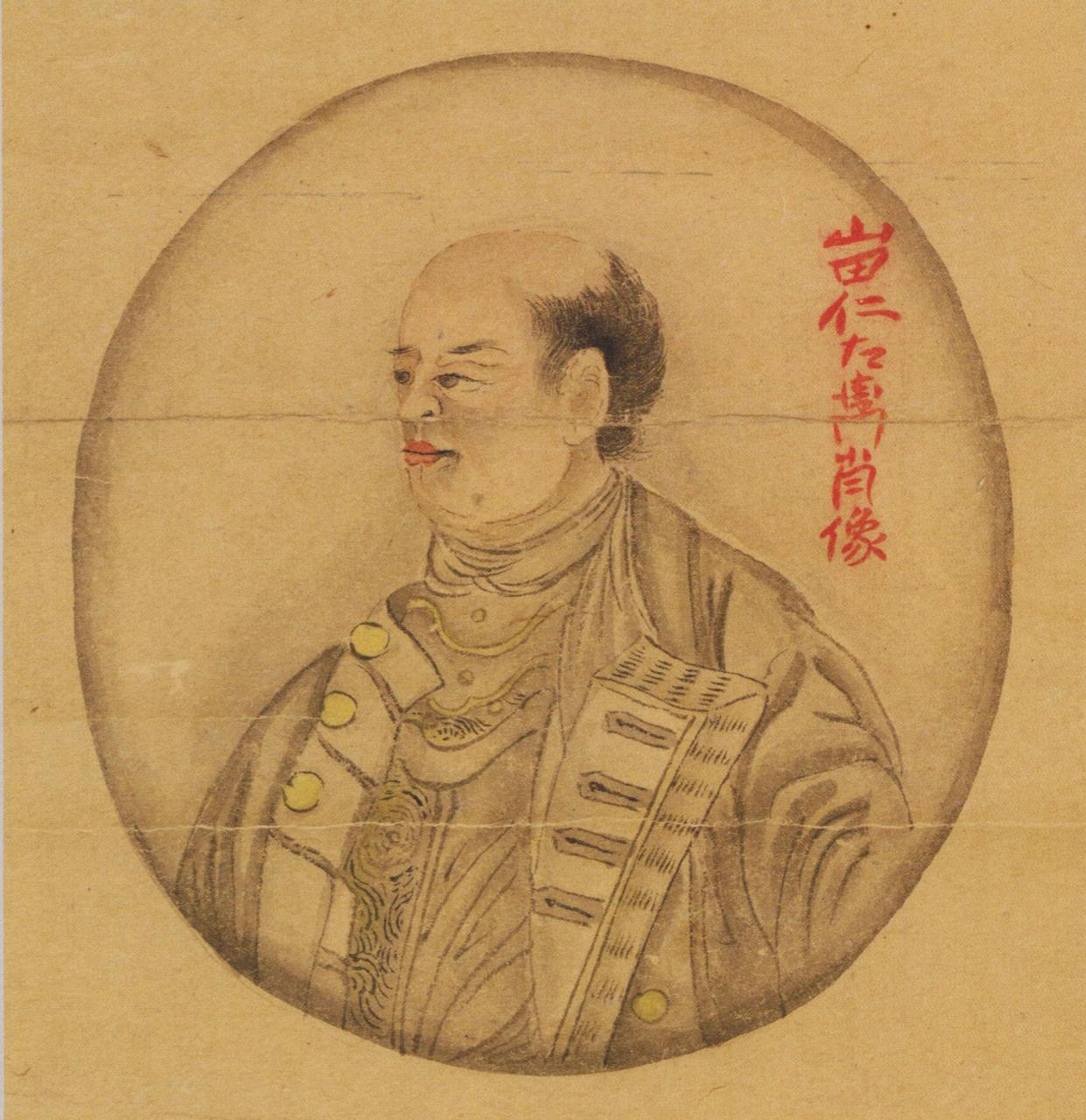
Yamada Nagamasa (1590–1632)

Während dieser Zeit gab es zahlreiche Söldner in den Reihen der Siamesen, vor allem aus Portugal aber auch aus Japan, Samurai, die vor dem Tokugawa-Shogunat geflohen waren und nun in Südostasien ihr Glück suchten. Die Japaner waren hoch geachtet ob ihrer Kriegskunst und als Palastwachen angestellt. Während der Thronfolgestreitigkeiten nach dem Tod des Bruders von Naresuan, Ekathotsarot (reg. 1605 bis 1610), kam es zu Auseinandersetzungen zwischen dem König Songtham (reg. 1610 bis 1628) und den japanischen Wachen, die einen anderen Thronfolger unterstützen. Songtham löste die Angelegenheit auf diplomatische Weise, auch als laotische Kräfte zur „Friedensstiftung“ herbeieilten und Lop Buri einnahmen. Sie wurden vertrieben und die Japaner in ihre früheren Stellung eingesetzt, wobei sie ihre Festung in Phetchabun an die Siamesen übergeben mussten.
Unter König Narai entstanden Konflikte mit der englischen Britischen Ostindienkompanie, die 1687 zu einem Krieg zwischen England und Siam führte. Die Engländer wurden anschließend vom Handelsverkehr mit Siam ausgeschlossen, bis sie Birma 1826 teilweise erobern konnten.
Ein wiedervereinigtes Birma schlug Ayutthaya 1767 vernichtend, indem es in drei gewaltigen Armeen nach Siam einmarschierte und Hilfsvölker aus dem Norden organisierte. Die Hauptstadt Ayutthaya wurde völlig dem Erdboden gleichgemacht, alles Gold wurde eingeschmolzen und nach Birma geschafft, die anderen wertvollen Gegenstände wurden zerstört, so das Staatsarchiv und die Bibliothek Siams. Überraschend schnell gelang den Siamesen unter General Taksin, dem späteren König, die Vertreibung der Birmanen. Darüber hinaus konnte Taksin auch Vietnam und Kambodscha in Schach halten und sogar besiegen. Im Norden vertrieben seine Truppen die Birmanen und befreiten damit Lan Na, wobei sie eine Pufferzone schufen. Die nervenaufreibende Arbeit in der Kriegsführung und beim Aufbau des Landes ließ Taksin in einen Größenwahn verfallen, der schließlich zu seiner Ablösung als König zugunsten von Rama I. führte. Dieser war selbst ein erfolgreicher Heerführer und wurde erst aus Kambodscha nach Siam zurückbeordert, um den Thron besteigen zu können. Er ist der Stammvater der heute noch regierenden Chakri-Dynastie in Thailand.
Militärische Auseinandersetzungen um die Oberherrschaft über Südostasien setzten sich fort, wobei Siam die Kontrolle über Kambodscha behielten und 1802 dabei half, die missliebige Tây-Sơn-Dynastie durch den zunächst Siam zugeneigten Nguyễn Anh zu ersetzen. Später war der vietnamesische Herrscher weniger um freundliche Beziehungen zu Siam bemüht und unterstützte einen Aufstand gegen die Siamesen in Kambodscha und installierte für eine gewisse Zeit eine vietnamesische Garnison in der kambodschanischen Hauptstadt Phnom Penh. Auch Konflikte mit Birma brachen wieder auf, so im Siamesisch-Birmanischen Krieg 1775–1776 und 1785–1792. In beiden Kriegen konnten die Siamesen anfängliche birmanischer Erfolge in entscheidende eigene Siege verwandeln. 1809, mit der Thronübernahme von König Rama II., erfolgte die letzte Invasion birmanischer Streitkräfte nach Siam, womit sich die Siamesen als relativ stärkste Militärmacht in Südostasien behaupten konnten. Dies auch, weil Birma 1826 von den Briten besiegt wurde und Stück für Stück in deren indisches Kolonialreich eingegliedert wurde.
Siehe auch: Siamesisch-Birmanischer Krieg, Siamesisch-Kambodschanischer Krieg, Siamesisch-Vietnamesischer Krieg

## Siam, die Kolonialmächte und der Erste Weltkrieg (1826–1932)
Die Einnahme Birmas durch die Briten leitete eine neue Phase der siamesischen Militärgeschichte ein. Waren in der Vergangenheit Kriege gegen die Nachbarn geführt worden, so traten nun europäische Mächte auf, die Interessen in Südostasien anmeldeten, darunter vor allem England und Frankreich. Bald fand sich Siam zwischen zwei Kolonialreichen und bildete einen – nicht unwillkommenen – Puffer zwischen Anglo-Birma und Französisch-Indochina. Doch musste Siam auch seine Interessen in Laos behaupten, dessen Vasallenkönig Anuvong 1827 rebellierte und vergeblich versuchte, im Nordosten Siams, dem Isan, Gebiete zu erobern. 1829 wurde er nach Gefangenschaft, öffentlicher Ausstellung und Folter mit seiner Familie in Bangkok hingerichtet.
Im Jahr 1839 brachen im Süden Unruhen aus, in deren Folge Malaien aus den englischen Kolonien von Malakka in Siam eindrangen und versuchten, Kedah und andere Provinzen von Siam abzuspalten. Die lokalen Herrscher von Pattani und Nakhon Si Thammarat, die eigentlich gemeinsam für Ordnung hätten sorgen sollen, standen sich feindselig gegenüber, so dass es den militärisch unterlegenen Malaien anfangs gelang, einen gewissen Druck auszuüben. Dem Eingreifen von König Rama III. war es schließlich zu verdanken, dass sich die Lage beruhigte und die Malaiische Halbinsel für mehrere Jahrzehnte ruhig blieb.
Im Siamesisch-Vietnamesischen Krieg 1841–1845 konnten die Siamesen erneut die Souveränität über Kambodscha behaupten. Andere Unternehmungen, wie die Kämpfe um Kengtung und Chiang Hung (1852 bis 1855) endeten dagegen erfolglos, insbesondere wegen der abgeschiedenen Lage der Kampfzonen und der eingesetzten Mittel, die traditionell aus Kriegselefanten und leichter Artillerie bestanden.
Nachdem China in den Opiumkriegen von Großbritannien besiegt wurde und seine militärische Schwäche für seine Vasallen offenbar wurde, weigerten sich auch die Siamesen, China länger als Souverän anzuerkennen. Man fühlte nun mehr die Macht des Westens, wie König Rama III. auf seinem Sterbebett gesagt haben soll: „Wir werden keine Kriege mehr mit Birma und Vietnam haben. Wir werden nur mit dem Westen zu tun haben.“

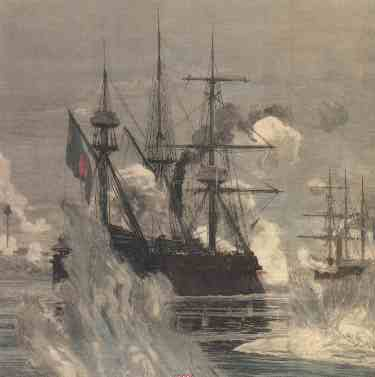
Französische Kriegsschiffe an der Mündung des Chao Phraya 1893

Dies sollte sich in den kommenden Jahrzehnten bewahrheiten. Frankreich übte verstärkt Druck auf Siam aus, indem es Vietnam in den 1840er Jahren in einer konzertierten Aktion einkesselte, Saigon fiel 1859. 1863 nahm Frankreich Kambodscha als Kolonie auf und vereinigte es 1887 mit Vietnam zu Französisch-Indochina. England baute seinen Einfluss in den Malaienstaaten im Süden Siams aus und war gleichzeitig im Norden aktiv, als es Birma vollständig unterwarf (1886). Die europäischen Mächte konnten auf eine überlegene Technologie zurückgreifen, wie z. B. Dampfschiffe, doch blieben ihre Unternehmungen aufgrund der Kosten und Schwierigkeiten bei den weiten Distanzen und wegen des ungesunden Klimas (Malaria) begrenzt.
1852 führte König Mongkut (Rama IV.) ein stehendes Heer ein, davor wurden die Truppen je nach Lage zusammengerufen und kurz antrainiert. Die Königliche Thailändische Armee führt ihren Ursprung auf dieses Datum zurück. Nach kleineren Scharmützeln an den Grenzen des Landes wurde das Heer in den 1880er Jahren erstmals in eine größere Kampfhandlungen verwickelt, als die Banden der Ho aus Süd-China nach Laos und Vietnam eindrangen. Siam versuchte, seinen Vasallen so gut wie möglich zu schützen, doch brachen die Banden an vielen Stellen durch, zogen sich nach Belieben zurück und rekrutierten Nachschub.

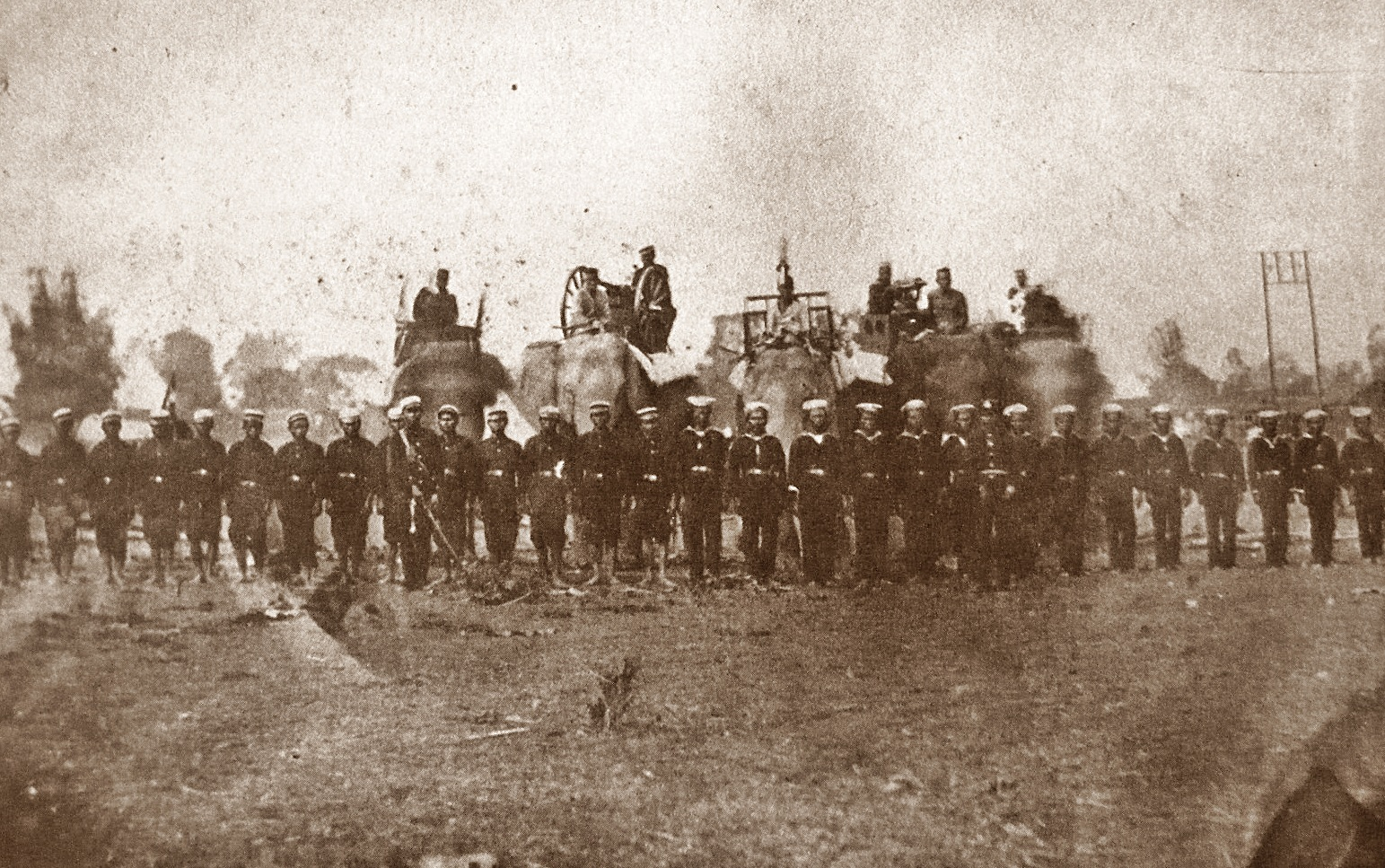
Siamesische Soldaten während der Kämpfe gegen die Ho in Laos (1875)

Unter der Regierung von König Chulalongkorn (Rama V.) erreichte Siam bis 1887 eine militärische Struktur nach europäischem Muster. Das stehende Heer wurde wie auch die Verwaltung des Landes unter die zentrale Kontrolle des Palastes gestellt und die früher wichtigen regionalen Kleinherrscher sukzessive entmachtet und durch Repräsentanten aus Bangkok ersetzt. Wenig später wurde die Königliche Marine nach Reformplänen von Prinz Chumphon errichtet, der heute noch als „Doktor Phon“ verehrt wird. Die Zentralisierung des Militärs und seiner Führung ging zu Beginn des 20. Jahrhunderts weiter, wobei auch ausländische Berater hinzugezogen wurden. Trotz der relativen militärischen Stärke befand sich Siam in einer „halb-kolonialen“ Position, war also nicht vollkommen frei in seinen Entscheidungen und Maßnahmen, insbesondere in der Außenpolitik. Die Rivalität von England und Frankreich in der Region nutzten die Siamesen bis zur Errichtung der Entente Cordiale häufig aus. Im Französisch-Siamesischen Krieg 1893 besetzten die Franzosen Teile von Ost-Siam und zwangen das Land, einen ungleichen Friedensvertrag zu akzeptieren, der die Beziehungen beider Länder bis in die Phase nach dem Kolonialismus in Südostasien belastete. Zuvor war Siam davon ausgegangen, dass England seine Unterstützung gewähren würde, was es jedoch nicht tat. Siam musste auf Laos verzichten, was zu einer wesentlichen Vergrößerung des französischen Kolonialreichs in Indochina führte.
1912 wurde ein Komplott von Offizieren unter Führung von Hauptmann Leng Srichandh, einem Militärarzt, gegen den seit 1910 regierenden König Rama VI. (Vajiravudh) aufgedeckt, das infolge des Verrats eines der Mitglieder fehlschlug. Der Plan war, während der alljährlichen Zeremonie zur Entgegennahme des Treueeids durch den König im Wat Phra Kaeo den Tempel einzukesseln, alle wichtigen Mitglieder der Regierung zu verhaften und den König zur Annahme einer Verfassung zu zwingen.
In der Außenpolitik näherte sich Siam Europa an. Im Ersten Weltkrieg unterstützte Vajiravudh die Entente mit 2000 Elitesoldaten. Dafür erhielt das Land einen Sitz im Völkerbund. Den 19 in diesem Feldzug gefallenen Soldaten wurde in Bangkok nördlich des Sanam Luang (östlich des Nationalmuseums) ein Denkmal gesetzt, das „Expeditionary Force Monument“ genannt wird. Daraufhin wurden nach dem Ende des Krieges die ungleichen Verträge zwischen Siam und den USA, England und Frankreich kassiert. Die an Frankreich und England verlorenen Gebiete blieben jedoch weiterhin bei den Kolonialmächten. Gegen Ende seiner Amtszeit, am 11. November 1924, sah sich Rama VI. erneut mit einem Staatsstreich konfrontiert, der allerdings folgenlos blieb. Die Putschisten wurden vom König alle begnadigt.

## Der Militärputsch 1932 und die japanische Besetzung während des Zweiten Weltkriegs
König Rama VII. (reg. 1925 bis 1935) trat ein schweres Erbe an, als er in der Zeit der massiven Weltwirtschaftskrise einen maroden Haushalt vorfand, den zu sanieren er sich gezwungen sah. Dies führte zu harten Einschnitten in die zu verteilende Geldmenge und zu erschwerten Lebensbedingungen der Menschen. Auch das Militär musste mit weniger Geld auskommen und murrte. Bereits seit 1927 arbeiteten mehrere in Europa studierende Siamesen unter Führung von Pridi Phanomyong (1900–1983) an einem Plan für einen Staatsstreich und für die Einführung einer Konstitutionellen Monarchie. Neben Intellektuellen wie Pridi gehörten der Gruppe auch junge Offiziere wie der Leutnant Phibunsongkhram (Phibun), der später mehrmals Premierminister war. Die Gruppe konnte einige einflussreiche Militärs für ihre Idee gewinnen, die ebenfalls unzufrieden mit dem feudalen System waren. Zum Verlauf des unblutigen Staatsstreiches, siehe Staatsstreich in Siam 1932.
Bereits im Vorfeld des Zweiten Weltkriegs (1939–1945) arbeiteten siamesische und japanische Armeeangehörige eng zusammen, insbesondere als Folge der Anstrengungen Japans zur Entfaltung einer Hegemonie in der Region. 1939 wurde Siam in Thailand umbenannt und hatte bereits vorher in die Armee mit britischer und deutscher Hilfe investiert sowie eine Luftwaffe aufgebaut, die aus japanischen und US-amerikanischen Flugzeugen bestand. Während des Zweiten Weltkriegs war das Land nicht nur in die Auseinandersetzungen der Achsenmächte und der Alliierten, sondern auch in alte regionale Konflikte verwickelt. Freiheitsbewegungen in Vietnam, Kambodscha und weniger machtvoll in Laos versuchten die Schwächung Frankreichs nach dessen Fall an das Deutsche Reich auszunutzen. Thailand hatte ebenfalls eine Rechnung offen, nämlich den unfreiwilligen Verzicht auf Laos und kambodschanisches Gebiet, den Frankreich unter Waffendrohung mehrere Jahrzehnte vorher abgepresst hatte. Phibunsongkhram sah die Gelegenheit, dies rückgängig zu machen. Die Ereignisse des Zweiten Weltkriegs in Thailand lassen sich in drei Phasen einteilen: den Krieg gegen Frankreich (1940–1941), den Überfall Japans auf Thailand zur Absicherung Südostasiens gegen Großbritannien (1941–1944) und die Lage nach dem Fall Phibuns (1944–1945).

### Krieg gegen Frankreich 1940–1941
Nach dem Fall Frankreichs in Europa baute die japanische Militärorganisation Armeebasen in Französisch-Indochina. Auch Thailand sah seine Zeit gekommen und eröffnete eine Luftoffensive entlang des Mekong gegen Vientiane in Laos sowie Sisophon und Battambang in Kambodscha, die auf wenig Gegenwehr stieß. Im Januar 1941 begann die Armee eine Offensive zu Lande, die nach kurzem Widerstand Laos eroberte, in Kambodscha aber auf erheblichen Widerstand stieß. Auf See hatte die thailändische Marine gegen die überlegene französische Flotte keine größeren Erfolge. In der Schlacht von Koh Chang am 17. Januar 1941 unterlag die thailändische Marine und konnte nur ein französisches Schiff an der Südküste der Insel versenken. Auf Initiative Japans einigte man sich aber am 28. Januar auf einen Waffenstillstand, der am 9. Mai in einen Friedensvertrag mündete, in dem Frankreich die strittigen Gebiete an Thailand zurückgeben musste.

### Japans Überfall auf Thailand
Auch wenn Phibunsongkhram fest an der Seite von Japan stand, hatte dieses eigene Interessen, die weit über Thailand hinausreichten. Großbritannien hatte sich in einem längeren Kolonialisierungsprozess die Ölvorkommen und andere natürliche Ressourcen von Malakka gesichert. Der Krieg in Europa mit den Luftangriffen der deutschen Luftwaffe und den beginnenden Kriegshandlungen um die Ölvorkommen im Nahen Osten, die von Erwin Rommel geleitet wurden, spannte die britischen Kräfte so sehr an, dass sie ihre Gebiete in Birma und auf der Malaiischen Halbinsel nur mühsam verteidigen konnten. Japan sah seine Chance in einem Einmarsch in Thailand, um von dort aus in den Nordwesten nach Birma und in den Süden nach Malaya und Singapur vorzustoßen. Nach kurzen Gefechten am 8. Dezember 1941 billigte die thailändische Regierung den Zugriff Japans auf thailändische Ressourcen. Kurze Zeit später unterzeichnete Phibun ein gegenseitiges Beistandsabkommen, das den Japanern vollen Zugriff auf das thailändische Eisenbahnsystem gab und Straßen, Flugplätze, Marinebasen und Kommunikationssysteme einschloss. Thailand erhielt mit japanischer Hilfe die 1909 an England verlorenen Gebiete im Süden zurück und konnte in den Shan-Staaten Birmas einen Angriff beginnen. Damit waren sämtliche Ansprüche Thailands an Gebiete erfüllt, die aufgrund der diplomatischen und militärischen Erpressung durch England und Frankreich zwischen 1893 und 1909 aufgegeben werden mussten.

### Fall Japans und Rücktritt Phibuns
Gegen Ende des Krieges griff Japan aufgrund der Schwächung seiner Rohstoffzentren andernorts immer dreister auf die Ressourcen Thailands zurück, so dass von einer eigentlichen Besetzung des Landes gesprochen werden muss. Die Alliierten nutzten ihre Luftüberlegenheit und bombardierten Bangkok und andere Ziele im Land. Phibuns Sympathiewerte schwanden immer mehr, woraufhin sich die zivile politische Elite von ihm abwendete und ihn im Juni 1944 zum Rücktritt zwang. Infolge der Niederlage Japans zwangen England und Frankreich Thailand zur erneuten Aufgabe seiner Territorien in Laos und Kambodscha. Damit war der Zustand vor dem Krieg wiederhergestellt.
Der Zweite Weltkrieg erwies sich auch in Südostasien als Krieg in der Luft, wie z. B. bei den Sturzkampfbombern 1941 gegen französische Stellungen und die Luftaufklärung in den Bergen des Nordens von Thailand.

## Regionaler Kommunismus (1945–1990)
Aufgrund US-amerikanischer Intervention wurde Thailand von übermäßigen Reparationszahlungen verschont, wie sie zum Beispiel Großbritannien forderte. Der wachsende Einfluss des Kommunismus in Südostasien führte zu einer Annäherung Thailands an Europa und Amerika, denn das Land sah sich mit alten Gegnern konfrontiert, die unter kommunistischen Einfluss geraten waren. Vietnam revoltierte offen gegen Frankreich als Kolonialmacht, was einerseits im Sinne Thailands war, jedoch fand dies unter dem Einfluss des Kommunismus statt. Thailand nahm am Koreakrieg teil, und das Land wurde unter den wechselnden Militärregierungen in der Folge enger Verbündeter der USA in der Region. 1954 war das Land Gründungsmitglied der Südostasiatischen Vertragsorganisation.
Im Angesicht der Ereignisse in Vietnam, dessen Norden kommunistisch und expansionistisch war und gegen den Süden mit offenen und geheimen Aktionen vorging, fand sich Thailand rasch an der Seite der USA, als diese Anfang der sechziger Jahre in diesen Konflikt einzugreifen begannen. Bereits 1961 wurde ein geheimes Militärabkommen mit den USA abgeschlossen, der man 1963 offen Luftbasen und andere militärische Einrichtungen zur Verfügung stellte. Schließlich sandte Thailand sogar Truppen nach Vietnam, um den Süden beim Kampf gegen den Kommunismus zu unterstützen. Vietnam reagierte mit verstärkter Unterstützung der Infiltration der Kommunistischen Partei Thailands in vielen Regionen des Landes. Mehr als in Vietnam war Thailand jedoch in Laos engagiert, wo zwischen 1964 und 1972 ein geheimer Krieg (Schattenkrieg) geführt wurde. Gegen Ende des Vietnamkriegs hatten sich die Beziehungen allerdings verschlechtert und das gesamte Personal der Amerikaner musste aus Thailand abziehen und auch das direkte Eingreifen von Seiten Thailands wurde eingestellt.
Der Sieg des kommunistischen Nordens ermutigte auch die Untergrundorganisation in Thailand, wo nach dem Massaker an der Thammasat-Universität im Oktober 1976 und infolge des repressiven Regimes unter General Tanin Kraivixien die Sympathie für die Kommunisten stieg. Ende der 1970er Jahre schätzte man die Zahl der bewaffneten Kommunisten auf rund 12.000. Die meisten Eindringlinge hielten sich im armen Nordosten des Landes an der laotischen und kambodschanischen Grenze auf. Im folgenden Jahrzehnt wurde diese Bewegung jedoch unterdrückt.
1978 griff Vietnam direkt in Kambodscha ein, um das mörderische Regime von Pol Pot zu stürzen. Dies wurde zwar von Thailand und der Volksrepublik China stillschweigend unterstützt, doch kamen sich dabei die alten Feinde Thailand und Vietnam gefährlich nahe. Kleinere Grenzzwischenfälle waren bis 1988 an der Tagesordnung, unter anderem als vietnamesische Truppen gegen Lager der Khmer Rouge auf thailändischen Gebiet vorgingen.

## Überwindung des Kommunismus und aktuelle Lage (seit 1990)

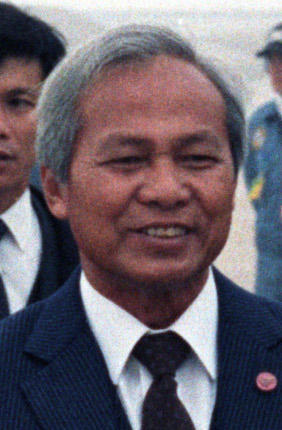
General Prem Tinsulanonda (1980 bis 1988 thailändischer Premierminister)

Schon der Sturz der absolutistischen Monarchie im Juni 1932 war hauptsächlich von Militärs geplant und vorangetrieben worden. Das Militär spielte auch über weite Strecken der neueren thailändischen Geschichte eine dominierende Rolle. Auch in den Jahren nach 1990 spielte die Armee eine Rolle weniger aufgrund äußeren Bedrohungen des Landes, sondern eher aufgrund innerer Konflikte. Während der 1980er Jahre bekleidete General Prem Tinsulanonda die meiste Zeit das Amt des Premierministers, ein der Demokratie zugeneigter Politiker, der die Rechte des Parlaments wiederherstellte. Ab 1988 wurde Thailand zumeist demokratisch geführt, mit Ausnahme der Zeit von 1991 bis 1992 und 2006 bis 2007, als für jeweils kurze Zeit Militärregierungen die Macht übernahmen. Seit dem Putsch vom 22. Mai 2014 herrscht allerdings erneut eine Militärjunta.
Die Zusammenarbeit Thailands mit den USA wurde im Zuge des Kriegs gegen den Terror von Präsident George W. Bush wieder aufgenommen, Thailand öffnete Luftbasen für Angriffe auf den Irak (2001) und Afghanistan (2003) und entsandte von Oktober 2003 bis September 2004 500 Soldaten in den Irak.
Seit 2004 intensiviert sich der Kampf malaiischer Aufständischer im Süden des Landes, insbesondere in den Provinzen Yala, Pattani und Narathiwat. Die Angriffe richten sich meist gegen Lehrer und andere Staatsbedienstete, die von manchen Malaiien als Besatzer empfunden werden. Die thailändische Armee reagierte mit Gewalt, wobei mehr als 1500 Aufständische ums Leben kamen und fast 3000 zivile Opfer zu beklagen waren, die von den Aufständischen meist wahllos ermordet wurden.
Seit 1982 werden in Thailand unter dem Namen Cobra Gold jährliche multinationale Manöver abgehalten, an denen Soldaten aus Thailand, den USA, Japan, Singapur, Indonesien, Malaysia und Südkorea teilnehmen.